# Новомакарово
Новомака́рово — село в Грибановском районе Воронежской области.
Административный центр Новомакаровского сельского поселения.

## География
Село находится на берегу реки Елань, на расстоянии 50 км к западу от посёлка городского типа Грибановский, административного центра района, и 140 км к востоку от города Воронеж, административного центра области.

## Население
| 2010 |
| ---- |
| 663  |

## Транспорт
Через село проходит автодорога Р-298 Воронеж — Борисоглебск (часть европейского маршрута E38).

## Известные уроженцы
- Костина, Александра Борисовна (1926—2006) — советская доярка, Герой Социалистического Труда.